# 索林·米赫伊列斯库
索林·米赫伊列斯库（羅馬尼亞語：Sorin Mihăilescu，1898年—1959年），罗马尼亚男子橄榄球运动员。他曾代表罗马尼亚国家队参加1924年夏季奥林匹克运动会橄榄球比赛，获得一枚铜牌。